# Eccoptosage capitata
Eccoptosage capitata är en stekelart som först beskrevs av Tosquinet 1903.  Eccoptosage capitata ingår i släktet Eccoptosage och familjen brokparasitsteklar. Inga underarter finns listade i Catalogue of Life.